# Krag-Jørgensen
Krag-Jørgensen — система магазинних гвинтівок, розроблена норвезькими конструкторами Оле Германом Йоханнесом Крагом і Еріком Йоргенсеном, що була на озброєнні в різних країнах.

## Варіанти

### Данські гвинтівки
- Гвинтівка Gevær M/89. Вага: 4,27 кг. Довжина ствола: 950 мм. Місткість магазина: 5 патронів. Рамковий приціл розмічений до 2000 м. Патрон: 8x58R(інші мови)[1]
- Гвинтівка Gevær M/89/08 — варіант 1908 року за новим бездимним патроном із загостреною кулею. Приціл розмічений до 2100 м[1].
- Гвинтівка Gevær M/89/10 — варіант 1910 року з запобіжником данського зброяра К. К. Г. Барні. З 1925 року всі гвинтівки забезпечувалися стволами з 4 нарізами замість 6[1].
- Гвинтівка Ryttergevær m/89/10 — кавалерійська гвинтівка, розроблена в 1910 році. Вага: 4,04 кг. Довжина ствола: 600 мм. Секторний приціл розмічений до 2000 м[2].
- Карабін Rytterkarabin m/89/13 — кавалерійський карабін, розроблений в 1913 році. Вага: 3,5 кг. Довжина ствола: 610 мм[3].
- Гвинтівка Ingeniørgevær m/89/17 — саперна гвинтівка, що з'явилася в 1917 році. Довжина ствола: 600 мм. Мала кріплення для багнета[3].
- Карабін Ingeniørkarabin m/89/23 — саперна гвинтівка, перейменована в карабін в 1923 році[3].
- Карабін Rytterkarabin m/89/23 — кавалерійський карабін на основі конструкції саперного карабіна[3].
- Артилерійський карабін Artillerikarabin m/89/24 і піхотний карабін Fodfolkskarabin m/89/24 — відрізнялися один від одного стеблом рукоятки затвора. Вага: 4 кг. Довжина ствола: 560 мм. Мали кріплення для багнета[3].
- Снайперська гвинтівка Finskydningsgevær FSK 28 зразка 1928 року. Вага: 5,33 кг. Довжина ствола: 584 мм. Прицільні пристосування складалися з діоптричного прицілу і мушки[4].

### Американські гвинтівки
- M1892 Rifle (U.S Magazine Rifle, Model 1892) — магазинна гвинтівка системи Крага-Йоргенсена під патрон .30-40. Вага: 4,24 кг. Довжина ствола: 762 мм. Прицільні пристосування включали відкриту мушку і поступово-рамковий приціл до 1700 м[5].
- M1896 Rifle — гвинтівка зразка 1896 року зі розбірним шомполом[5].
- M1896 Cadet Rifle — гвинтівка зразка 1896, що випускалася невеликою серією. Вага: 4,06 кг. Приціл на 1600 м[5].
- M1896 Carbine — кавалерійський карабін зразка 1896 року. Вага: 3,45 кг. Довжина ствола: 660 мм. Приціл розмічений до 1800 м[6].
- M1898 Rifle — гвинтівка зразка 1898 року зі спрощеної технологією виробництва і прицілом Діксона, розміченим до 1800 м[6].
- M1898 Carbine — гвинтівка зразка 1898 року зі спрощеної технологією виробництва і прицілом Діксона, розміченим до 1800 м[6].
- M1898 Gallery Practice Rifle — навчальна гвинтівка під патрон .22 калібру[6].
- M1899 Carbine — карабін з подовженим цівкою і ствольною накладкою[7].
- M1906 Constabulary carbine — карабін, створений шляхом укорочення ствола стандартної гвинтівки до 560 мм. Призначався для філіппінської поліції. Вага: 3,64 кг. Виготовлявся до 1914 року[7].

### Норвезькі гвинтівки
- Гвинтівка Krag-Jørgensengevær m/1894 — конструктивно є американської гвинтівкою M1892 Rifle, адаптованою під патрон 6,5x55 мм(інші мови). Вага: 4,05 кг. Довжина ствола: 760 мм. Магазин 5-зарядний. Секторний приціл розмічений до 2000 м. Є кріплення для багнета[8].
- Кавалерійський карабін Krag-Jørgensenkarabin for kavaleriet m/1895 — схожий з американським карабіном M1896 Carbine. Вага: 3,38 кг. Довжина ствола: 520 мм[9].
- Карабін Krag-Jørgensenkarabin for bergartilleriet og ingeniørvåpnet m/1897 — призначений для гірської артилерії і саперів[9].
- Карабін Krag-Jørgensenkarabin for ingeniørvåpnet m/1904 — саперний карабін, який отримав кріплення для багнета. Вага: 3,87 кг[10].
- Карабін Krag-Jørgensenkarabin for Skoler m/1906 — карабін, призначений для початкової військової підготовки в школах. Вага: 3,7 кг[9].
- Карабін Krag-Jørgensenkarabin for feltartilleriet m/1907 — карабін для польової артилерії, який отримав кріплення для багнета[10].
- Krag-Jørgensenkarabin m/1912 — єдина коротка гвинтівка. Вага: 3,96 кг. Довжина ствола: 610 мм. Секторний приціл розмічений до 2000 м. Має кріплення для багнета. Модифіковані варіанти називалися «m/1912/16», «m/1912/18», «m/1912/22»[11].
- Гвинтівка Skarpskyttegevær m/1923 — снайперська гвинтівка 1923 року. Вага: 4,05 кг. Довжина ствола: 665 мм. Прицільні пристосування складалися з мушки і діоптричного прицілу. Є кріплення для багнета[11].
- Гвинтівка Skarpskyttegevær m/1925 — снайперська гвинтівка 1925 року. Вага: 4,46 кг. Довжина ствола: 760 мм. Прицільні пристосування складалися з мушки і діоптричного прицілу. Є кріплення для багнета[12].
- Гвинтівка Skarpskyttegevær m/1930 — снайперська гвинтівка 1930 року. Вага: 5,16 кг. Довжина ствола: 750 мм. Прицільні пристосування складалися з мушки і діоптричного прицілу. В основному, дана модель створювалася шляхом переробки m/1923 і m/1925[13].
- Гвинтівка Krag-Jørgensengevær m/1894/43 — гвинтівка, що вироблялася під час німецької окупації в калібрах 6,5×55 мм і 7,92x57 мм[14].

## Примітка
1. 1 2 3  Попенкер, Мілчев, 2008, с. 465.
2. ↑  Попенкер, Мілчев, 2008, с. 466.
3. 1 2 3 4 5  Попенкер, Мілчев, 2008, с. 467.
4. ↑  Попенкер, Мілчев, 2008, с. 468.
5. 1 2 3  Попенкер, Мілчев, 2008, с. 470.
6. 1 2 3 4  Попенкер, Мілчев, 2008, с. 471.
7. 1 2  Попенкер, Мілчев, 2008, с. 472.
8. ↑  Попенкер, Мілчев, 2008, с. 474.
9. 1 2 3  Попенкер, Мілчев, 2008, с. 476.
10. 1 2  Попенкер, Мілчев, 2008, с. 477.
11. 1 2  Попенкер, Мілчев, 2008, с. 478.
12. ↑  Попенкер, Мілчев, 2008, с. 479.
13. ↑  Попенкер, Мічев, 2008, с. 480.
14. ↑  Попенкер, Мілчев, 2008, с. 480.